# Ferrovia dell'Una
La ferrovia dell'Una è una linea ferroviaria che collega la città bosniaca di Novi Grad al nodo ferroviario di Tenin, in Dalmazia, percorrendo la valle del fiume Una.
La linea attraversa i territori della Bosnia ed Erzegovina e della Croazia, attraversando più volte il confine. Attualmente è attiva solo la tratta Novi Grad-Martin Brod.

## Storia
La linea venne progettata negli anni trenta del XX secolo per potenziare i collegamenti con la Dalmazia, fino ad allora affidati esclusivamente alla ferrovia della Lika, o alle linee bosniache a scartamento ridotto. La ferrovia dell'Una sfruttò nel suo tratto finale (da Lička Kaldrma a Tenin) proprio la sede di una di queste linee, la ferrovia di Steinbeis.
Dopo l'interruzione dei lavori dovuta alla seconda guerra mondiale, la linea venne completata nel 1948. Subito si rivelò come linea importante, costituendo parte dell'itinerario più breve fra Zagabria e Spalato, ma anche fra Belgrado e la Dalmazia. Per questo venne elettrificata nel 1987.
La linea decadde con la disgregazione della Jugoslavia: da allora i collegamenti da Zagabria verso la Dalmazia percorrono la ferrovia della Lika, più lunga ma tutta in territorio croato; inoltre i ripetuti attraversamenti del confine rendono difficoltoso l'esercizio della linea dell'Una, ridotto a sporadici treni merci. Nel 2011 viene chiusa la tratta in gestione alle ferrovie croate tra Martin Brod e Knin.

Stazioni
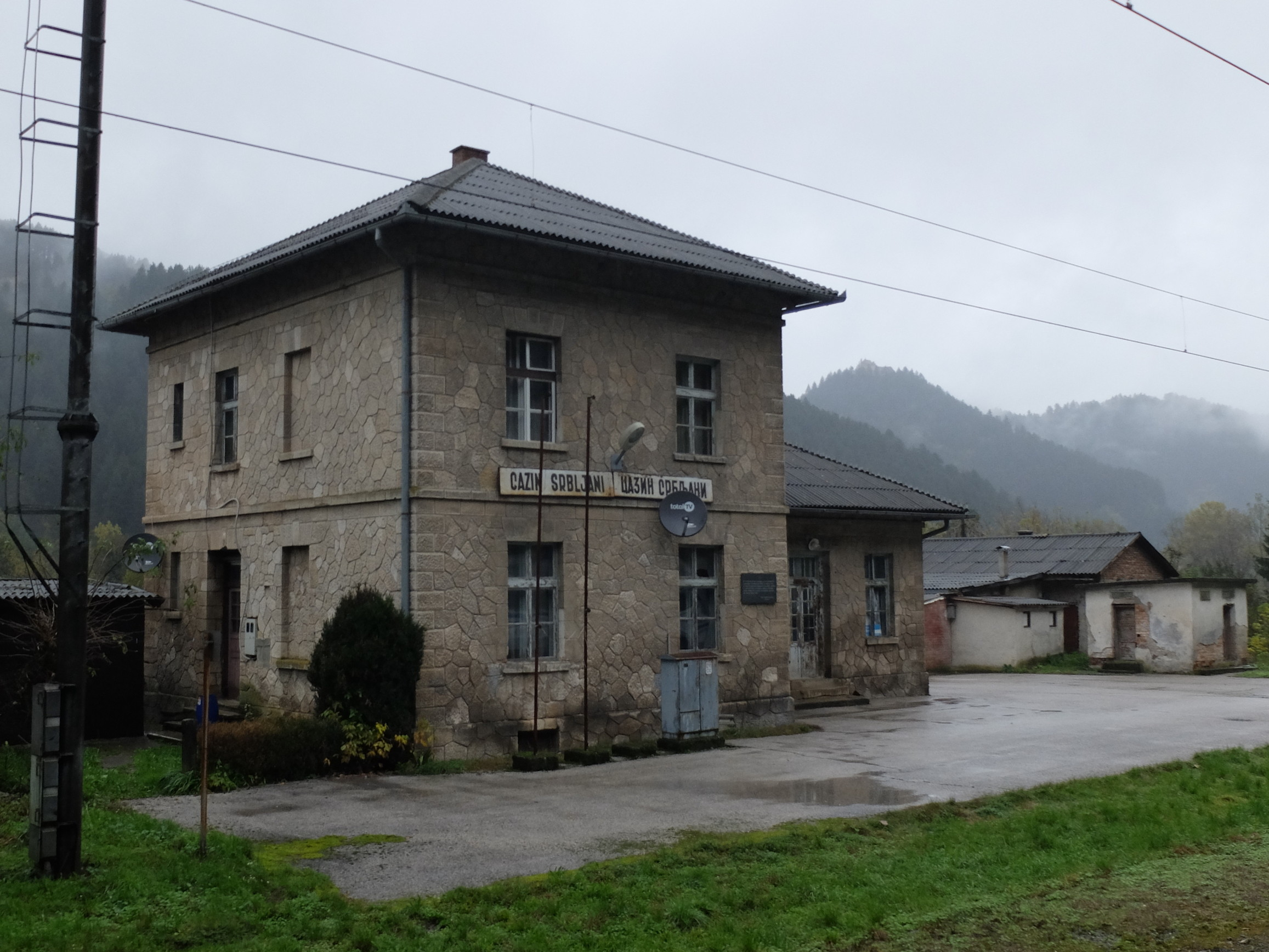
Cazin Srbljani
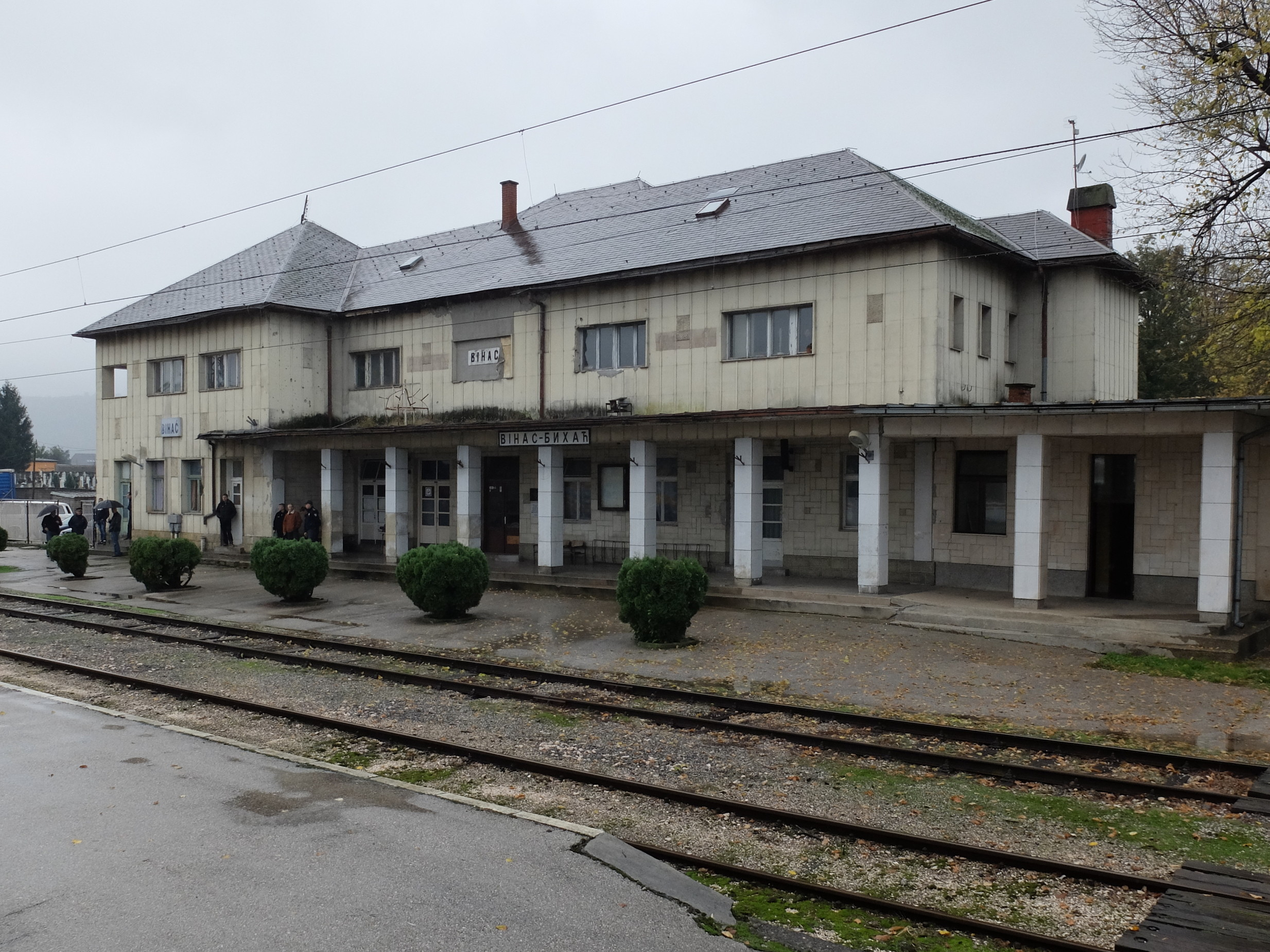
Bihać
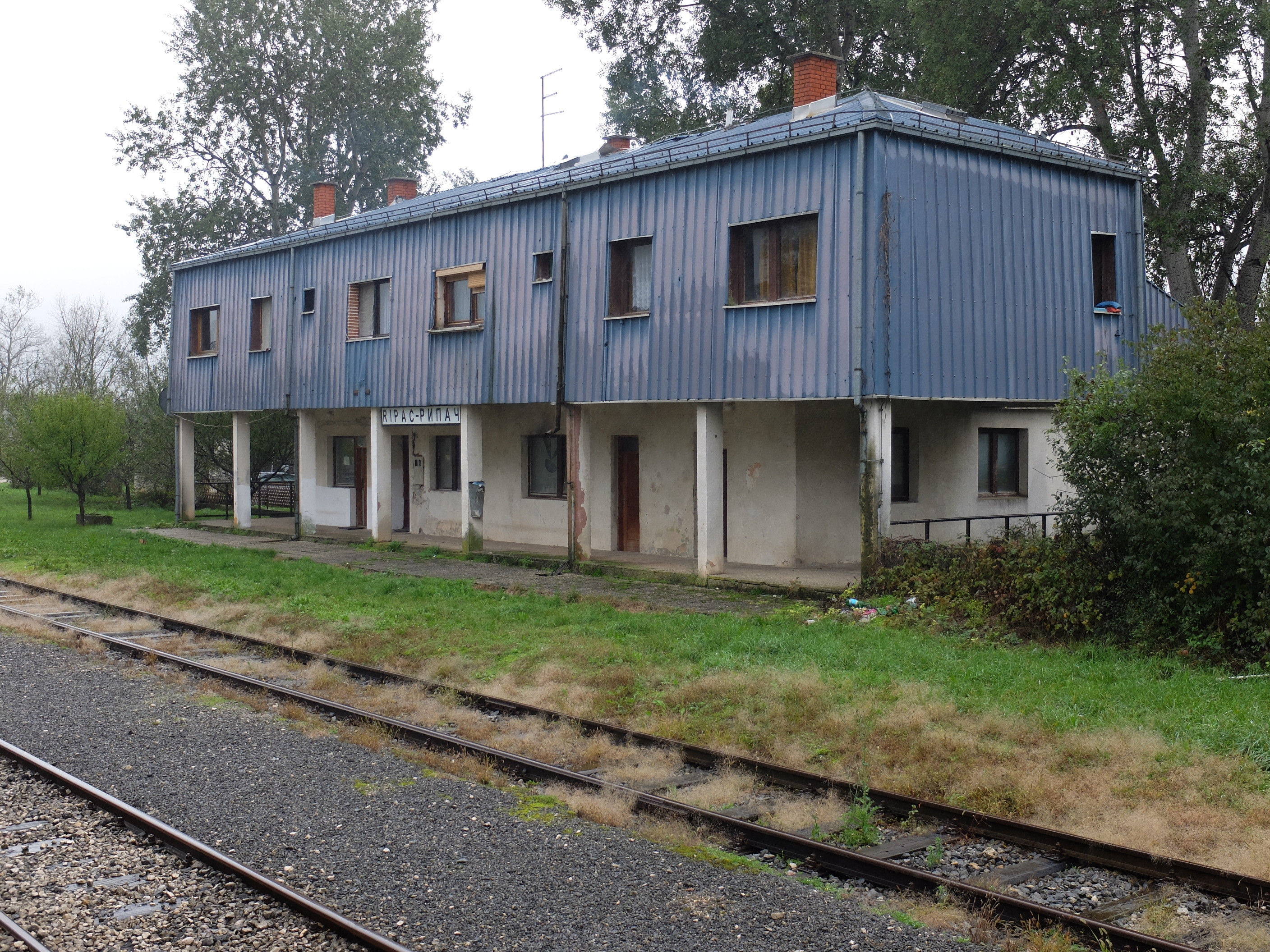
Ripač
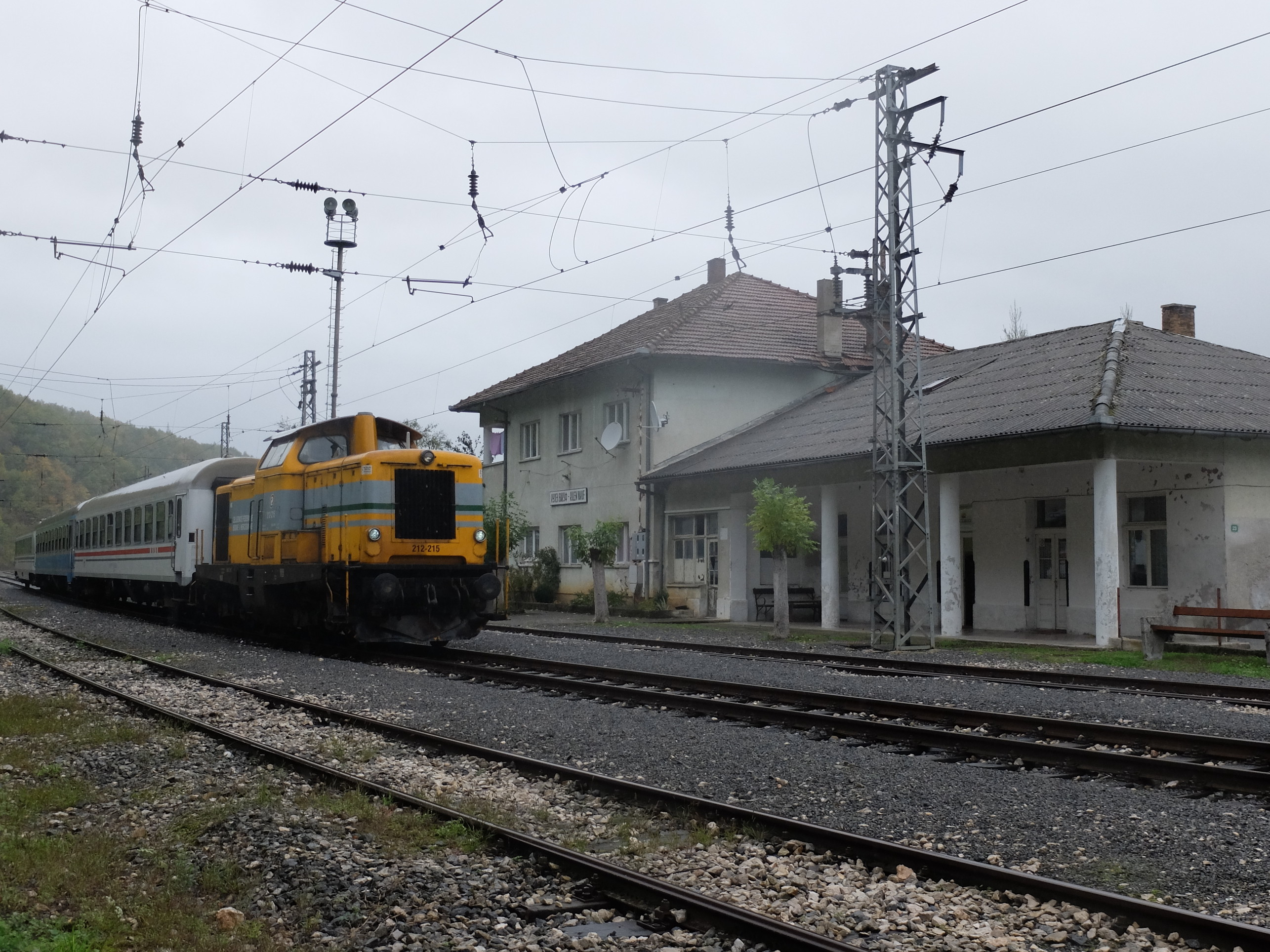
Kulen Vakuf
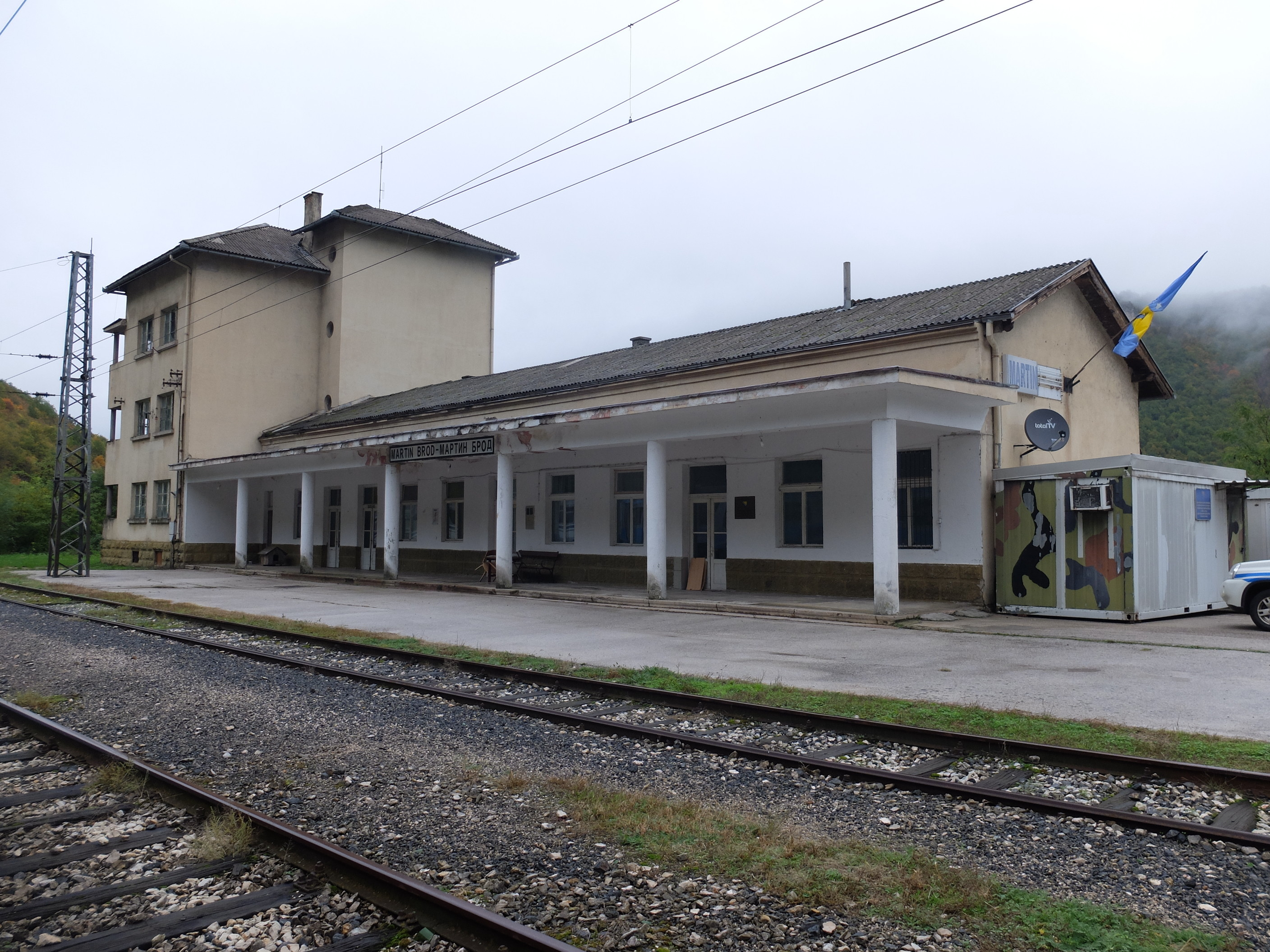
Martin Brod

## Percorso
| Continuation backward |

| Station on track |

|  | Junction both to and from left | Unknown route-map component "CONTfq" |

| Unknown route-map component "bWBRÜCKE1" |

| Stop on track |

| Station on track |

| Stop on track |

| Station on track |

| Unknown route-map component "EIU" |

| Unknown route-map component "STR+GRZq" |

| Station on track |

| Stop on track |

| Unknown route-map component "bWBRÜCKE1" |

| Stop on track |

| Station on track |

| Unknown route-map component "bWBRÜCKE1" |

| Station on track |

| Station on track |

| Station on track |

| Small non-passenger station on track |

| Non-passenger station/depot on track |

| Small non-passenger station on track |

| Unknown route-map component "bWBRÜCKE1" |

| Unknown route-map component "GRZq" | Unknown route-map component "GRZq" + Restricted border on track | Unknown route-map component "GRZ+r" |

|  | Non-passenger station/depot on track | Unknown route-map component "GRZ" |

|  | Small non-passenger station on track | Unknown route-map component "GRZ" |

|  | Non-passenger station/depot on track | Unknown route-map component "GRZ" |

| Unknown route-map component "GRZ+l" | Unknown route-map component "GRZq" + Restricted border on track | Unknown route-map component "GRZr" |

| Unknown route-map component "GRZ" | Small non-passenger station on track |  |

| Unknown route-map component "GRZ" | Non-passenger station/depot on track |  |

| Unknown route-map component "GRZ" | Small non-passenger station on track |  |

| Unknown route-map component "GRZ" | Unknown route-map component "BRK3" |  |

| Unknown route-map component "GRZ" | Unknown route-map component "KDSTxe" |  |

| Unknown route-map component "GRZ" | Unknown route-map component "exTUNNEL2" |  |

| Unknown route-map component "GRZ" | Unknown route-map component "exWBRÜCKE1" |  |

| Unknown route-map component "GRZ" | Unknown route-map component "xEIU" |  |

| Unknown route-map component "GRZ" | Unknown route-map component "exBHF" |  |

| Unknown route-map component "WCONTfaq" + Unknown route-map component "GRZl" | Unknown route-map component "exhKRZWae" + Unknown route-map component "GRZq" + Unknown route-map component "lZOLL" | Unknown route-map component "WCONTgeq" + Unknown route-map component "GRZ+r" |

|  | Unknown route-map component "exHST" | Unknown route-map component "GRZ" |

| Unknown route-map component "GRZ+l" | Unknown route-map component "GRZq" + Unknown route-map component "xGRENZE" | Unknown route-map component "GRZr" |

| Unknown route-map component "GRZ" | Unknown route-map component "exBHF" |  |

| Unknown route-map component "GRZ" | Unknown route-map component "exHST" |  |

| Unknown route-map component "GRZl" | Unknown route-map component "GRZq" + Unknown route-map component "xGRENZE" | Unknown route-map component "GRZ+r" |

|  | Unknown route-map component "exBHF" | Unknown route-map component "GRZ" |

| Unknown route-map component "+c" | Unknown route-map component "exABZg+l" | Unknown route-map component "GRZ" + Unknown route-map component "xZOLLq" | Unknown route-map component "excCONTfq" |

|  | Unknown route-map component "exBHF" | Unknown route-map component "GRZ" |

|  | Unknown route-map component "exHST" | Unknown route-map component "GRZ" |

| Unknown route-map component "GRZ+l" | Unknown route-map component "GRZq" + Unknown route-map component "xGRENZE" | Unknown route-map component "GRZr" |

| Unknown route-map component "GRZ" | Unknown route-map component "exHST" |  |

| Unknown route-map component "GRZl" | Unknown route-map component "GRZq" + Unknown route-map component "xGRENZE" | Unknown route-map component "GRZq" |

| Unknown route-map component "exBHF" |

| Unknown route-map component "exHST" |

| Unknown route-map component "exBHF" |

| Unknown route-map component "CONTgq" | Unknown route-map component "xABZg+r" |  |

| Unknown route-map component "CONTgq" | Unknown route-map component "ABZg+r" |  |

| Station on track |

| Continuation forward |